# 파라콰트 연쇄독살사건
파라콰트 연쇄독살사건(パラコート連続毒殺事件)은 1985년 4월 30일에서 11월 17일에 걸쳐 일본 각지에서 발생한 무차별 독살 사건이다. 당시에는 감시카메라도 대중화되어 있지 않은 시대였고, 물증도 거의 남지 않아 모두 미제사건이 되었다. 동일인에 의한 범행이었는지 여부도 불분명하다.
전국 각지의 자판기 상품투출구 안에 농약을 혼입한 음료수를 넣어서, 피해자가 자신이 뽑은 상품과 농약이 혼입된 음료수를 착각하여 마시고 목숨을 잃게 하는 수법이었다. 당시에는 병음료 뚜껑이 개봉 여부를 쉽게 알 수 없는 구조였기 때문에 열어서 독극물을 넣은 뒤 다시 닫으면 눈치채기가 어려웠다.
사건들 중 1건만 디콰트가 독극물로 사용되었고 나머지 사건들은 모두 파라콰트가 사용되었다. 파라콰트는 제초제로서 당시 24% 농도로 시판되고 있었으며, 18세 이상의 성인이 도장만 가져가면 일본 농업협동조합 등지에서 쉽게 살 수 있었다. 치사량은 15 cc의 미량이다. 범행도구로 가장 많이 사용된 오로나민C는 이 사건 이후 병뚜껑을 스크류캡에서 원터치캔으로 변경했고, 오늘날까지 유지되고 있다.

## 사건 목록
4월 30일, 히로시마현 후쿠야마시의 자판기
45세 트럭 운전자가 음료를 구매하려다가, 자판기 위에 오로나민C가 놓여 있자 그것을 마셨다.
5월 2일 사망했다. 토사물에서 파라콰트가 검출되었다.
9월 11일, 오사카부 이즈미사노시의 자판기
52세 남성이 낚시를 갔다가 돌아오는 길에 오로나민C를 구입했다. 투출구에 오로나민C가 한 개 더 있자 두 개 모두 가져갔다.
귀가 후 마시고, 9월 14일 사망했다. 마시고 남은 오로나민C에서 파라콰트가 검출되었다.
9월 12일, 미에현 마쓰사카시의 자판기
22세 대학생이 자택 근처에서 리얼골드를 구입했다. 투출구에 리얼골드가 한 개 더 있자 두 개 모두 가져갔다.
귀가 후 마시고, 9월 14일 사망했다. 검출된 독극물은 디콰트로.
9월 19일, 후쿠이현 이마다테정(現 에치젠시)의 자판기
30세 남성이 자판기 아래에 놓여져 있던 콜라를 마셨다가 기분부진을 호소하여 병원에 입원했다.
9월 22일 사망. 위세척. 내용물과 남은 콜라에서 모두 파라콰트가 검출되었다.
9월 20일, 미야자키현 미야코노조시의 자판기
45세 남성이 자판기에서 음료를 사려다가 투출구에 리얼골드가 2개 있자 꺼내 가져갔다.
귀가 후 마셨다가 기분부진을 호소했다. 9월 22일 사망. 마시고 남은 리얼골드에서 파라콰트가 검출되었다.
9월 23일, 오사카 부 하비키노시의 자판기
50세 남성이 음료를 사려다가 투출구에 오로나민C가 2개 있자 꺼내 가져갔다.
9월 25일 아침에 마셨고, 다음날 용태가 급변하여 10월 7일 사망.
10월 5일, 사이타마현 고노스시의 자판기
44세 남성이 음료를 사려다가 투출구에 오로나민C가 2개 있자 꺼내 가져갔다.
다음날 마시고, 10월 21일 사망. 남은 오로나민C에서 파라콰트 검출.
10월 15일, 나라현 가시하라시의 자판기
69세 남성이 투출구에 음료가 2개 있자 가져갔다.
귀가 후 마시고, 11월 13일 사망. 마시고 남은 음료에서 파라콰트 검출.
10월 21일, 미야기현
55세 남성 사망.
10월 28일, 오사카부 가와치나가노시의 자판기
50세 남성이 투출구의 오로나민C를 마시고 사망.
11월 7일, 사이타마현 우라와시(현 사이타마시)의 자판기
42세 남성이 오로나민C를 구입하려다 투출구에 2개가 있자 둘 다 꺼내 가져갔다.
귀가 후 마시고 11월 16일 사망.
11월 17일 사이타마 현 고다마군의 자판기
17세 여고생이 음료수를 구매하려다 투출구에 콜라가 있자 꺼내 가져갔다.
콜라를 마시고 일주일 뒤 사망. 마시고 남은 콜라에서 파라콰트 검출.
이 때는 업체에서 연쇄독살사건에 대한 주의사항을 자판기에 고지하고 있었는데도 사건이 발생했다.

## 같이 보기
- 청산 콜라 무차별 살인 사건
- 상주 농약 음료수 음독 사건
- 오로나민C
- 리얼골드